# ژاک ژوئه
ژاک ژوئه (به فرانسوی: Jacques Jouet) نویسنده قرن بیستم میلادی اهل فرانسه است.